# Soldier (Destiny's Child)
Soldier è un singolo del girl group statunitense Destiny's Child, pubblicato il  4 gennaio 2005, estratto dal quarto album in studio Destiny Fulfilled.
Il singolo, in collaborazione con i rapper T.I. e Lil Wayne, ha raggiunto la terza posizione sia nella Billboard Hot 100 che nella Hot R&B/Hip-Hop Songs, oltre che tra le prime dieci posizioni di Australia, Nuova Zelanda, Italia e Regno Unito.
La canzone è stata candidata per un Grammy Award come miglior collaborazione con un artista rap ed ha vinto il premio Soul Train Lady of Soulcome miglior singolo R&B/Soul di un gruppo.

## Video
Il videoclip di Soldier, primo video del gruppo totalmente in bianco e nero, è stato girato completamente in studio e si ispira al testo del singolo, cercando quindi di mostrare varie tipologie di "ragazzacci" che vengono descritte nel brano. Le tre cantanti si esibiscono in set bianchi circondate da molti ragazzi vestiti secondo un look hip-hop e da strada; in alcune scene sono presenti anche automobili. Il look adottato dalle cantanti è piuttosto sofisticato rispetto a quello dei ragazzi che appaiono nel video, tranne nell'ultima sequenza in cui vestono anche loro abiti comodi e da strada, come salopette e bandana. In una scena le tre ragazze conducono al guinzaglio tre cani Dobermann.
Nel video, diretto dal norvegese Ray Kay, compaiono Solange Knowles (sorella di Beyoncé) in stato di gravidanza, Lloyd, Bow Wow, Ginuwine ed il rapper Ice Cube. Il video è stato nominato agli MTV Video Music Awards 2005 nella categoria "Miglior video di un gruppo".

## Riconoscimenti
Il singolo ha ricevuto una nomination ai Grammy del 2006 come "Miglior collaborazione con un artista rap", ma ha perso ironicamente contro Numb/Encore, duetto tra i Linkin Park e Jay-Z, marito di Beyoncé. Ha vinto invece un premio ai Soul Train Lady of Soul Awards nella categoria "Miglior singolo R&B/Soul di un gruppo". Il video è stato nominato agli MTV Video Music Awards 2005 nella categoria "Miglior video di un gruppo". Agli ASCAP Pop Music Awards ha ricevuto una nomination come "Most Performed Song".

## Remix ufficiali
- "Soldier Part II" (feat Rohff)
- "Soldier" (Remix) (feat Stack Bundles, Lil' Wayne & T.I)
- "Soldier" (DJ Noodles Remix) (feat. T.I. & Trazz)
- "Soldier" (JS Nu Soul Remix)
- "Soldier" (Kardinal Beats Remix)
- "Soldier" (Maurice's Joshua Nu Anthem Remix)
- "Soldier" (Maurice's Joshua Soul Remix)
- "Soldier" (Maurice's Joshua Nu Beat Remix)
- "Soldier" (Danny Howell & Dick Trevor's Kinkyfunk Remix) (feat. T.I.)
- "Soldier" (Grizz Blackmarket Remix) (feat. T.I. & Lil' Wayne)
- "Soldier" (MGM Antiloop Confusion Mix)
- "Soldier" (Bizarre Remix)
- "Soldier" (Remix) (feat. B.G.)
- "Soldier" (Remix) (feat. Bizarre of D-12)
- "Soldier" (Gogh's In House Mix)
- "Soldier" (Soldja Boy Crank Mix) (performed by Beyoncé Live on her 2007 Tour)

## Classifiche

### Classifiche settimanali
| Classifica (2005) | Posizione massima |
| ----------------- | ----------------- |
| Australia         | 3                 |
| Austria           | 25                |
| Belgio (Fiandre)  | 18                |
| Belgio (Vallonia) | 35                |
| Canada            | 13                |
| Danimarca         | 5                 |
| Finlandia         | 7                 |
| Francia           | 28                |
| Germania          | 11                |
| Irlanda           | 4                 |
| Italia            | 7                 |
| Norvegia          | 15                |
| Nuova Zelanda     | 4                 |
| Paesi Bassi       | 13                |
| Regno Unito       | 4                 |
| Spagna            | 18                |
| Stati Uniti       | 3                 |
| Svezia            | 27                |
| Svizzera          | 10                |